# Пишкет
Пишке́т (рос. Пышкет) — село у складі Юкаменського району Удмуртії, Росія.
В 1960-их роках існувало 3 населених пункти Північний Пишкет, Південний Пишкет та Борово. Південний Пишкет відносився до Зянкінської сільради, Північний Пишкет був центром окремої Пишкетської сільради, куди відносилось і Борово. Потім всі 3 населених пункти було об'єднано.
Зараз в селі діє середня школа та садочок.
Населення — 512 осіб (2010; 612 в 2002).
Національний склад (2002):
- удмурти — 62 %
- росіяни — 28 %